# Thuận Xương
Thuận Xương (chữ Hán giản thể: 顺昌县, âm Hán Việt: Thuận Xương huyện) là một huyện của địa cấp thị Nam Bình, tỉnh Phúc Kiến. Cộng hòa Nhân dân Trung Hoa. Huyện Thuận Xương nằm ở tây bắc Phúc Kiến, tên gọi Thuận Xương bắt đầu từ năm 933, thời điểm lập huyện. Huyện Thuận Xương giáp với các huyện: Kiến Dương, Kiến Âu, Nam Bình, Sa huyện, Tương Lạc, Thiệu Vũ. Huyện này có diện tích 1985 km². Đây là một huyện rừng trọng điểm của tỉnh Phúc Kiến. Huyện Thuận Xương được chia thành 3 trấn, 11 hương, 4 ủy ban cư, 129 ủy ban thôn.